# 持明院保家
持明院 保家（じみょういん やすいえ）は、平安時代後期から鎌倉時代初期にかけての公卿。権中納言・持明院基家の次男。官位は従二位・権中納言。

## 経歴
嘉応3年（1171年）従五位下に叙爵。承安4年（1174年）従五位上・加賀守に叙任され、安元元年12月（1176年2月）侍従に任ぜられる。
治承5年（1181年）正五位下・紀伊守に叙任。元暦2年（1185年）には淡路守に任官し、文治5年（1189年）右近衛少将に遷る。文治6年（1190年）従四位下に叙せられると、建久6年（1195年）従四位上、建久9年（1198年）正四位下・右近衛権中将と順調に昇進し、建仁2年（1202年）従三位に叙せられて公卿に列した。この間の建久10年（1199年）三左衛門事件により出仕を停められている。元久元年（1204年）正三位に進み、元久3年（1206年）に参議に任ぜられた。
建永2年（1207年）に讃岐権守・左衛門督を兼帯。承元2年（1208年）に検非違使別当に補され、権中納言に任ぜられるが、承元3年（1209年）辞退して従二位に至る。同年按察使に任ぜられるが、翌1210年に出家、同年3月に腫物により薨去した。享年44。

## 官歴
- 嘉応3年（1171年）正月6日：従五位下に叙爵（上西門院久寿元年御給）。
- 承安4年（1174年）
  - 正月21日：加賀守に任ず（父基家秩満替）。
  - 8月2日：従五位上に叙す（上西門院御給。朝覲行幸賞）。
- 安元元年12月29日（1176年2月11日）：侍従に任ず。去加賀守。
- 治承3年（1179年）11月16日：重任。
- 治承5年（1181年）/養和元年
  - 7月2日：紀伊守に任ず。
  - 12月4日（1182年1月10日）：正五位下に叙す（造日前國懸社賞）。
- 元暦2年（1185年）6月29日：淡路守を兼ぬ。
- 文治5年（1189年）7月10日：右近衛少將に任ず（父基家辞権中納言任之）。
- 文治6年（1190年）正月5日：従四位下に叙す（臨時）。少將如元。
- 建久6年（1195年）正月5日：従四位上に叙す（上西門院未給）。
- 建久9年（1198年）
  - 正月11日：新帝昇殿を聴す。
  - 2月26日：正四位下に叙す（殷富門院御即位御給）。
  - 12月9日（1199年1月7日）：右近衛権中将に転ず。
- 建仁2年（1202年）10月29日：従三位に叙す。
- 建仁3年（1203年）10月24日：侍従に任ず。
- 元久元年（1204年）10月26日：正三位に叙す。
- 元久3年（1206年）3月26日：参議に任ず。元侍従。
- 建永2年（1207年）
  - 正月13日：讃岐権守を兼ぬ。
  - 2月16日：左衛門督を兼ぬ。
- 承元2年（1208年）
  - 4月7日：検非違使別当に補す。
  - 7月9日：権中納言に任ず。
  - 7月23日：督・別當を辞す。
- 承元3年（1209年）
  - 4月14日：権中納言を辞し、従二位に叙す。
  - 10月30日：按察使に任ず。
- 承元4年（1210年）
  - 2月17日：腫物に依り出家。
  - 3月1日：薨去。享年44。

## 系譜
- 父：持明院基家
- 母：平頼盛の娘
- 妻：高階泰経の娘
  - 長男：持明院基保（1192-1263）
  - 次男：持明院家時（1194-1282）
  - 男子：持明院俊保（?-?）
- 生母不明の子女
  - 男子：持明院家任
  - 男子：持明院親保
  - 男子：尊基
  - 男子：行愉
  - 男子：玄基
  - 女子：松殿忠房室